# ナポレオン (2023年の映画)
『ナポレオン』（原題：Napoleon）は、2023年に公開されたアメリカ合衆国とイギリスの合作による伝記映画。
ナポレオン・ボナパルトの伝記映画で、彼の生い立ちや妻ジョゼフィーヌとの愛憎が描かれる。リドリー・スコット監督、ホアキン・フェニックスがナポレオン・ボナパルト、ヴァネッサ・カービーがジョゼフィーヌを演じる。日本では2023年12月1日（金）より全国の映画館にて公開。

## キャスト
※括弧内は日本語吹替。
- ナポレオン・ボナパルト：ホアキン・フェニックス[7]（星野貴紀[8]）
- ジョゼフィーヌ・ド・ボアルネ：ヴァネッサ・カービー[6]（清水はる香[9]）
- ポール・バラス：タハール・ラヒム[10]（川本克彦）
- テレーズ・カバリュス：リュディヴィーヌ・サニエ（熊谷海麗）
- アルマン・ド・コランクール（フランス語版）：ベン・マイルズ（木下浩之）
- マリア・レティツィア・ボナパルト：シニード・キューザック（小宮和枝）
- アーサー・ウェルズリー：ルパート・エヴェレット（横島亘）
- ルイ＝ニコラ・ダヴー：ユセフ・カーコア（英語版）（藤井雄太）
- ジャン＝アンドシュ・ジュノー：マーク・ボナー（英語版）
- ルイ18世：イアン・マクニース（金子由之）
- マリー・アントワネット：キャサリン・ウォーカー（英語版）

## 製作
ホアキンが製作中に、ナポレオン役についてたくさんの疑問を投げかけ続けていたため、リドリー・スコットはデヴィッド・スカルパと脚本をリライトしたと明かした。

## 実話との相違点
この映画には多くの史実との違いが見られるが、監督のリドリー・スコットは間違いを指摘する歴史家に対して、「あなたはそこにいたのですか？いないなら黙ってなさい」と答えている。
以下が主な創作点である。
- ナポレオンはトゥーロンにいたため、マリー・アントワネットの処刑には立合っていない[要出典]。
- 砲兵将校であるナポレオンは、本作のボロジノやワーテルローの戦いで描かれたような馬に乗って自ら突撃を行うことは一度もなかった。
- 退位後、英艦でウェリントン公が捕虜となったナポレオンに面会しているシーンが描かれているが、実際には会っていない。
- 離婚は1807年ではなく1809年に行われており、ナポレオンがジョセフィーヌと離婚するときに平手打ちした事実はない。またジョゼフィーヌが離婚の必然性を受け入れているように見えたが、実際には離婚を恐れていた。
- 追放先のエルバ島から脱出してマルメゾン城を訪れ、そこで初めてナポレオンがジョゼフィーヌの死を知ったように描かれるが、実際には島にいる時には既に彼女の死を知っていたとされる[14][15]。
- ナポレオンがギザのピラミッドに砲撃をした事実もなく、これはスコット曰く「エジプトを占領したことを端的に表現するための演出」である[12]。

## その他
- 当初のタイトルは、Kitbag（意味・ダッフルバッグ）であった。これは"There is a general's staff hidden in every soldier's kitbag."（「すべての兵士は雑嚢 (Kitbag) に将軍の指揮杖を隠し持っている」＝すなわち下剋上が可能）という格言を由来としている[16]。

- 本作の撮影地の1つであるイギリス・サリー州フォーナム郊外のボーン・ウッズは、かつてリドリー・スコットが『グラディエーター』の撮影を行った場所である（『グラディエーター』にはホアキン・フェニックスも出演した）[17]。